# Condado de Brookings
El condado de Brookings (en inglés: Brookings County, South Dakota), fundado en 1871,  es uno de los 66 condados en el estado estadounidense de Dakota del Sur. En el 2000 el condado tenía una población de 28 220 habitantes en una densidad poblacional de 14 personas por km². La sede del condado es Brookings.

## Geografía
Según la Oficina del Censo, el condado tiene un área total de 2084 km² (804,6 mi²), de la cual 2058 km² (794,6 mi²) es tierra y 27 km² (10,4 mi²) es agua.

### Condados adyacentes
- Condado de Deuel - norte
- Condado de Lincoln - este
- Condado de Moody - sur
- Condado de Lake - suroeste
- Condado de Kingsbury - oeste
- Condado de Hamlin - noroeste

## Demografía
En el 2000 la renta per cápita promedia del condado era de $35 438, y el ingreso promedio para una familia era de $48 052. El ingreso per cápita para el condado era de $17 586. En 2000 los hombres tenían un ingreso per cápita de $30 843 versus $22 074 para las mujeres. Alrededor del 14.00% de la población estaba bajo el umbral de pobreza nacional.
| 1900   | 1910   | 1920   | 1930   | 1940   | 1950   | 1960   | 1970   | 1980   | 1990   | 2000   | Est. 2008 |
| ------ | ------ | ------ | ------ | ------ | ------ | ------ | ------ | ------ | ------ | ------ | --------- |
| 12 561 | 14 178 | 16 119 | 16 847 | 16 560 | 17 851 | 20 046 | 22 158 | 24 332 | 25 207 | 28 220 | 29 668    |

## Ciudades y pueblos
- Avon
- Kingsburg
- Perkins
- Running Water
- Scotland
- Springfield
- Tabor
- Tyndall

## Mayores autopistas
| - Interestatal 29 - Carretera de U.S. 14 - Carretera de U.S.81 - Carretera de Dakota del Sur 13 | - Carretera de Dakota del Sur 30 - Carretera de Dakota del Sur 324 |